# Margita Kondrčíková
Margita Kondrčíková (* 2. února 1930) byla československá politička ze Slovenska maďarské národnosti a bezpartijní poslankyně Sněmovny národů Federálního shromáždění za normalizace.

## Biografie
K roku 1971 se profesně uvádí jako členka JZD. K roku 1976 jako pracovnice drůbežářské farmy.
Ve volbách roku 1971 zasedla do slovenské části Sněmovny národů (volební obvod č. 90 - Želiezovce, Západoslovenský kraj). Mandát obhájila ve volbách roku 1976 (obvod Želiezovce) a volbách roku 1981 (Želiezovce). Ve FS setrvala do konce funkčního období, tedy do voleb roku 1986.